# School Hard
School Hard (Terror en el instituto en España y Dura escolaridad en Hispanoamérica) es el tercer episodio de la segunda temporada de la serie de televisión estadounidense Buffy, la cazavampiros.

## Argumento
Buffy (Sarah Michelle Gellar) y Sheila (Alexandra Johnes), las chicas más revoltosas según Snyder (Armin Shimerman),, son obligadas a preparar todo para la noche de Padres y Profesores, con la recompensa de no ser expulsada para la alumna ganadpra. La continua despreocupación de Sheila hace que Buffy se sienta incluso más presionada en un momento en que trata de hacer un balance de su vida de Cazadora con su vida social. 
Esa noche, un nuevo par de vampiros llega a la ciudad, Spike (James Marsters) y Drusilla (Juliet Landau), quienes interrumpen una reunión del elegido para discutir la marcha de El Maestro. Spike promete matar a Buffy como ya había matado a dos Cazadoras anteriormente. 
Mientras los Scoobies están ocupados preparando todo para los padres, Giles (Anthony Head) y Jenny Calendar (Robia Scot) informan a Buffy que el sábado será la Noche de Saint Vigeous, nombrado por el líder de una cruzada vampírica, y que durante esa noche las habilidades naturales de los vampiros crecerán.  
Buffy intenta combinar el instituto con su vida social estudiando Francés en el Bronze. Spike está allí, también, y envía a uno de sus subordinados para que ataque a alguien, provocando así que Buffy pelee con el subordinado. Observa mientras Buffy mata a su subordinado. Entonces Spike aparece de entre las sombras y le dice que la matará el sábado. Luego secuestra a Sheila, que sucumbe a sus encantos, y se la entrega a Drusilla como comida. 
Giles no reconoce a Spike por la descripción de Buffy. Angel (David Boreanaz) llega a la reunión y les dice que Spike es un gran problema, y luego se marcha. Más tarde, Giles encuentra una referencia a Spike como "William el Sangriento", y descubre que ya ha matado a dos Cazadoras. 
En la noche del jueves, los Scoobies fabrican armas en la biblioteca mientras Buffy se encarga del buffet. Buffy falla en su intento de separar a su madre (Kristine Sutherland) del Director Snyder. Después de eso, una severa Joyce le ordena a Buffy que vaya a casa justo cuando Spike y los demás vampiros llegan a través de la ventana, demasiado impacientes para esperar al sábado. En la consiguiente lucha, Buffy lidera a los adultos a un lugar seguro en la clase de ciencias mientras Xander, Giles y la Señorita Calendar construyen barricadas para ellos en la biblioteca. Willow y Cordelia se esconden en un armario. Xander es enviado para buscar a Angel. Buffy toma el control de los incrédulos adultos, y les dice que se queden donde están, mientras luego escala por los tubos de aire para llegar a la biblioteca y a sus armas. 
Xander regresa al instituto con Angel, quien pretende hacerse pasar por vampiro malo. Aunque Spike al principio saluda a Angel como un viejo amigo perdido, se da cuenta del truco, y Xander y Angel son forzados a escapar. 
Buffy, después de sobrevivir a un ataue de Sheila quien se ha convertido en un vampiro, lucha contra Spike, Buffy casi pierde hasta que su madre aparece y golpea a Spike con un hacha en la cabeza. Joyce le dice a Buffy que confía en ella para cuidar de sí misma, sea lo que sea lo que Snyder diga. 
Snyder le dice al jefe de policía que el problema fue causado por un grupo. Cuando el jefe pregunta si la gente lo creerá, Snyder dice que si sería mejor contar la verdad. 
Spike regresa a su guarida, donde El Elegido quiere penitencia para él por haber atacado demasiado temprano. Después de eso, Spike encierra al chico en una jaula, y deja que le dé el sol, matándolo. Acto seguido el vampiro junto con su novia se retiran satisfechos, convertidos en los nuevos vampiros líderes de Sunnydale.

## Actores

### Reparto
- Sarah Michelle Gellar como Buffy Summers.
- Nicholas Brendon como Xander Harris.
- Alyson Hannigan como Willow Rosenberg.
- Charisma Carpenter como Cordelia Chase.
- David Boreanaz como Angel (Buffyverso).
- Anthony Stewart Head como Rupert Giles.

### Estrellas invitadas
- Kristine Sutherland como Joyce Summers.
- Robia LaMorte como Jenny Calendar.
- Andrew J. Ferchland como el Elegido]
- James Marsters como Spike.
- Alexandra Johnes como Sheila Martini.
- Gregory Scott Cummins como el Gran Feo.
- Andrew Palmer como el Chico Delgado.
- Brian Reddy como el Jefe de Policía.
- Juliet Landau como Drusilla (Buffyverso).
- Armin Shimerman como el Director Snyder.

### Co-Reparto
- Keith MacKechnie como Parent.
- Alan Abelew como Brian Kirsh.
- Joanie Pleasant como La chica que necesita Ayuda.

## Doblaje

### México
- Buffy: Yanely Sandoval
- Rupert Giles: Carlos Becerril
- Xander: Rafael Quijano
- Willow: Azucena Martínez
- Cordelia: Clemencia Larumbe
- Angel: Miguel Reza

### Voces Adicionales
- Gaby Ugarte
- Luis Daniel Ramírez
- Isabel Martiñon
- Erica Edwards
- Cristina Hernández

## Música
- Nickel - "1000 Nights" (música en el Bronze)
- Nickel - "Stupid Thing" (música en el Bronze)

## Curiosidades
- Los creadores de la serie han dicho en entrevista incluidas en los DVD que Spike mató al Elegido en este episodio porque Andrew J. Ferchland, (el actor que lo personifica) había crecido significativamente durante el descanso del verano, lo que contradecía la establecida doctrina de que los vampiros no envejecen.
- En esta primera aparición de James Marsters en Buffy, Spike pronuncia el nombre vampírico de Angel "AN-ge-lus". A través de la serie, la correcta pronunciación se muestra como "An-GE-lus" se usa (al menos en la versión original).
- En este episodio, Spike parece un poco feliz de ver a Angel, a pesar de la relación que han mantenido durante años, incluso cuando Angel no tenía alma. Esto se verá más a través tanto de Buffy, como en Angel.
- Éste es el primer episodio en que se revela que el nombre de la madre de Buffy es Joyce.
- En este episodio sucede la primera aparición de Spike, quien tendrá un fuerte papel en esta serie y en la última temporada de Angel. También marca la primera aparición de Drusilla, quien también tendrá un constante trato e influencia en las dos series.
- Este episodio establece que el Director Snyder y la policía saben de las cosas sobrenaturales que suceden en Sunnydale. Esto presagia el desarrollo del Alcalde Richard Wilkins como el "gran mal" de la tercera temporada.